# 范璋
范璋（1450年—？），字邦獻，浙江紹興府餘姚縣人，民籍，明朝政治人物。

## 生平
成化十三年（1477年）丁酉科浙江鄉試第三十六名舉人。弘治三年（1490年）中式庚戌科會試第五十三名，三甲第一百四十四名進士。

## 家族
曾祖范景昭；祖父范皓；父范端，義官。母吳氏。具庆下。